# Dipartimento di Apóstoles
Il dipartimento di Apòstoles è un dipartimento dell'Argentina, situato nel sud-est della provincia argentina di Misiones.
Confina con i dipartimenti di Capital, Leandro N. Alem, Concepciòn, con la provincia di Corrientes ed il Brasile.
Il dipartimento ha una superficie di 1.035 km², equivalente al 3,48 % del totale della provincia. La sua popolazione, in costante crescita, ammonta a 42.249 abitanti e la densità è pari a 40,82 ab/km², secondo il censimento del 2010.
Il capoluogo è Apóstoles, mentre gli altri municipi che compongono il dipartimento sono quelli di Azara, San Josè e Tres Capones.